# Momenty (album Mariki)
Momenty – album studyjny polskiej wokalistki Mariki z zespołem Spokoarmia. Wydawnictwo ukazało się 20 października 2012 roku nakładem wytwórni muzycznej Karrot Kommando. W ramach promocji do pochodzącej z płyty piosenki „Widok” został zrealizowany teledysk. 
Nagrania uplasowały się na 41. miejscu zestawienia OLiS.

## Lista utworów
Opracowano na podstawie materiału źródłowego.
1. „Momenty” – 3:37
2. „Widok” – 3:10
3. „Risk Risk” – 4:37
4. „Baqaa” – 3:56
5. „Rewe” – 3:19
6. „Najtrudniej” – 4:28
7. „Look Around Ya” – 4:15
8. „I Feel” – 4:55
9. „Smoki” – 5:23
10. „Ostatni raz” – 5:19
11. „Phatty Bom Bom” – 4:20
12. Mothashipp – „Someday” (gościnnie: Marika i Lutan Fyah) – 2:55 (utwór dodatkowy)

## Twórcy
Opracowano na podstawie materiału źródłowego.
| Marika i Spokoarmia - Marta „Marika” Kosakowska – wokal prowadzący - Anna „Maluta” Artymowska – wokal wspierający - Katarzyna „Stashka” Stasiak – wokal wspierający - Michał Przybyła – gitara basowa - Jerzy Markuszewski – perkusja - Krzysztof Nowicki – gitara - Bartosz Krajewski – instrumenty perkusyjne - Tomasz „Brzoza” Brzozowski – instrumenty klawiszowe, produkcja muzyczna - Patryk Kraśniewski – instrumenty klawiszowe | Produkcja - Aleksander „Mothashipp” Molak – inżynieria dźwięku, miksowanie, produkcja muzyczna, dodatkowe instrumenty klawiszowe i programowanie - Patryk Kraśniewski – produkcja muzyczna - Marcin Cichy – mastering - Maciek Waszkiewicz – zdjęcia - Paweł Jan Nowak – oprawa graficzna |